# Радужный маньяк
Ра́дужный манья́к (англ. Rainbow Maniac) — прозвище неустановленного бразильского серийного убийцы, ответственного за убийство тринадцати человек на территории муниципалитета Карапикуиба в штате Сан-Паулу. Все жертвы были гомосексуалами, на основании чего полиция и СМИ дали прозвище преступнику «Радужный маньяк», ссылаясь на интернациональный символ ЛГБТ-сообщества — радужный флаг.

## Серия убийств
В качестве жертв убийца выбирал гомосексуальных мужчин в возрасте 20-40 лет, с которыми знакомился посредством социальной сети Orkut . Все убийства были совершены в вечернее время суток на территории одного из парков города под названием «Патурис», который в течение многих лет являлся популярным местом для свиданий гомосексуалов. Серия убийств началась 4 июля 2007 года, когда был убит выстрелом в голову из пистолета 38-го калибра 32-летний гей Жозе Сисеру Энрике. После чего в период следующих 13 месяцев преступник совершил еще 12 убийств, почти все из которых были идентичны по исполнению. Всем жертвам преступник после совершения убийств придавал унизительные позы и спускал брюки с нижним бельем до уровня колен или щиколоток, намеренно придавая этими действиями убийствам сексуальный подтекст.

## Подозреваемый
В декабре 2008 года в качестве подозреваемого был арестован охранник супермаркета, бывший офицер полиции — 46-летний Жайру Франсиску Франку. Он был арестован на основании показаний двух свидетелей, которые идентифицировали его как стрелка, который в августе 2008 года в вечернее время суток в парке совершил одно из убийств гомосексуалов, приписываемых «радужному маньяку», совершив в жертву 12 выстрелов. Ряд других свидетелей также заявили полиции, что подозреваемый неоднократно был замечен на территории парка в вечернее время суток, хотя геем не был и на рабочем месте характеризовался начальством и коллегами крайне положительно. В октябре 2008 года Франку уже попадал в поле зрения полиции по обвинению в убийстве двух человек в соседнем муниципалитете Озаску, но в ходе задержания и последующего обыска никаких изобличающих улик найдено не было, благодаря чему Франку не был арестован.
В ходе обыска его апартаментов орудия убийств и других изобличающих улик в совершении Жайру Франку серии убийств гомосексуалов найдено не было, благодаря чему его причастность к совершению преступлений была подвержена сомнению, на основании чего в августе 2011 года во время судебного процесса вердиктом жюри присяжных заседателей он был признан невиновным и освобожден из-под стражи. В последующие годы личность преступника так и не была установлена.